# Alexander Kerensky
Alexander Fyódorovich Kérensky (em Russo: Алекса́ндр Фёдорович Ке́ренский, Aleksandr Fyódorovich Kérenskij) (Simbirsk, 22 de abriljul./ 4 de maio de 1881greg. — Nova Iorque, 11 de junho de 1970) foi um político social-democrata e advogado, foi o segundo e último primeiro-ministro do Governo Provisório Russo, exercendo o cargo entre 21 de julho e 8 de novembro de 1917.
Enquanto estudava Direito na Universidade de São Petersburgo, Kerensky foi atraído para o movimento revolucionário. Após graduar-se em 1904, juntou-se ao Partido Socialista Revolucionário por volta de 1905, passando a ser o responsável em editar o jornal revolucionário Burevestnik, fato que o levou ao exílio, retornando em 1918.
Kerensky tornou-se um proeminente advogado, muitas vezes defendendo revolucionários acusados de crimes políticos. A partir de 1912 foi eleito membro da quarta Duma, representando o grupo de Toil, um partido moderado. Como líder revolucionário russo, desempenhou um papel primordial na queda do regime czarista na Rússia. Foi um dos líderes da Revolução de Fevereiro, sendo nomeado Ministro da Justiça, introduzindo uma série de reformas, incluindo a abolição da pena capital, além de anunciar as liberdades civis básicas, tais como a liberdade de imprensa, a abolição da discriminação étnica e religiosa e fez planos para a introdução do sufrágio universal. Foi também Ministro da Guerra e Primeiro-Ministro entre  julho a novembro de 1917, prosseguindo a guerra contra a Alemanha. Mas não pôde evitar a Revolução de Outubro, quando os bolcheviques liderados por Lênin tomaram o poder.
Exilou-se na Europa Ocidental em 1918, depois passou a viver nos Estados Unidos a partir de 1940, morreu de câncer em Nova Iorque, em 11 de junho de 1970.